# Thomas West, 3:e baron De La Warr

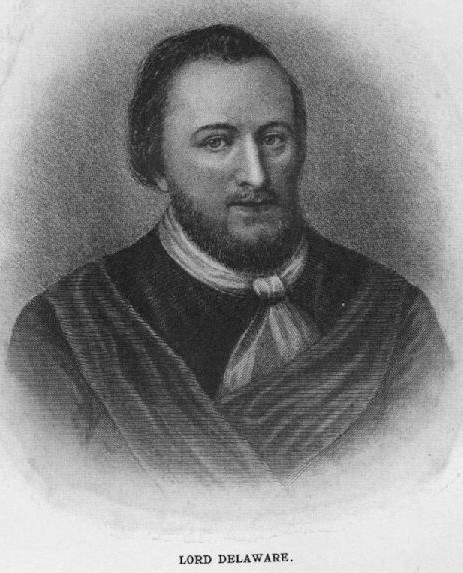
Thomas West, Delaware

Thomas West, Lord De La Warr, född 9 juli 1577, död 7 juni 1618, var den brittiska kolonin Virginias andre guvernör. De La Warr gav namn åt kolonin, senare delstaten, Delaware samt Delawarefloden och ett antal andra platser i USA och Kanada. Historiskt har även indianstammen Lenni Lenape kallats Delaware.
De La Warr utnämndes 1609 till guvernör och nådde 1610 Virginia. Där möttes han av nedbrutna nybyggare som ville återvända till England. Han lyckades förmå dem att stanna kvar och sände tillbaka Samuel Argall till England, för att hämta förstärkningar och nödvändiga varor till Virginia.
De La Warr avled 1618 under sin andra resa till Virginia.